# 血界戰線
《血界戰線》（日语：血界戦線）是内藤泰弘的日本漫畫作品，集英社出版，最初於《Jump Square》的2008年6月號上刊登單篇版，2009年2月號改以《血界戰線 -魔封街結社-》為名開始刊載；而在同年10月出版的「Jump Square Masterpiece」第2期上，本作被再度刊載，到了2010年轉而到增刊《Jump SQ.19》創刊號上繼續連載，至2015年Vol.18連載結束。
其後，在《Jump SQ.CROWN》2015年SUMMER號上開始連載第二部《血界戰線 Back 2 Back》，連載到2018年後移籍至網路平臺《Jump SQ.RISE》繼續連載，一直到2022年4月28日第二部連載結束。同時宣布將會繼續連載第三部。其後於同年10月26日第三部《血界戰線 Beat 3 Peat》連載開始。
曾推出過廣播劇。於2014年發售的日本漫畫雜誌《Jump SQ》7月號以及最新漫畫單行本第9集上正式宣布動畫化決定。
2017年10月7日動畫血界戰線 & BEYOND 2期每日放送深夜首播。

## 故事簡介
第一季
紐約一晚便消失無蹤，取而代之的是異界與人界連接點「赫爾沙雷姆茲·羅特」，秘密結社萊布拉為了世界平衡和守護正常秩序而出動。少年雷歐在一連串的巧合下，加入萊布拉，他身上所隱藏的秘密將會對萊布拉造成什麼影響？
第二季
曾經被稱為紐約的城市，僅僅一晚便消失無踪。出現在那裡的城市“赫爾沙雷姆茲·羅特”。在濃霧的另一側展開，連結“異世界”與現世的這一地區，變化成了各懷心思的人們所跋扈的“地球上最危險的城市”。
為了保護這座混沌之城的均衡，持續著不為人知的活動的人們。當騷動發生之時，秘密結社·萊布拉必定會現身。響徹小巷子裡的狂亂與邪惡的怪物們。深愛的深淵與不斷重複的災變。不會結束的家常便飯現在再次開幕，並且，去往更加遙遠的Beyond……

## 登場角色

### 秘密結社萊布拉
雷奧納多·渥奇（Leonardo Watch）
聲：阪口大助／逢坂良太
本身是位普通少年，後來擁有了妹妹犧牲自己視力換來的「神之義眼」，為了恢復數年前妹妹被奪去的視力而成為秘密結社萊布拉成員。
戰鬥力相當低下，但能看見連人狼也看不見的東西和讓他人共享視覺的能力。使用過度會腦袋發燙、眼球有灼燒感甚至冒煙。
與秘密結社萊布拉的所有成員關係皆不錯，但對他常擺前輩架子的扎布關係如同惡交，有時對他無視的珍亦會感到無言。
原定上髮色是深藍色，之後在動畫以及新連載中改稱了紅棕色
使用過的招式：
平眼球。強制支配視野。視線混交(視線共有)
真眼。看穿血界眷屬的真名
克勞斯·V·萊因赫茲（Klaus V Reinherz）
聲：小山力也／新垣樽助
秘密結社萊布拉的首領，萊因赫茲公爵家的第三子。與粗獷的外表不同，是名溫和穩健的紳士。有些許的天然呆。有種植花卉的嗜好。
有著堅強而不可扭曲的意志力和體力，能為了棋聖烏魯傑克的「剩下的人生」和天使之塵的來源與流通途徑，與頓·阿魯爾艾爾·艾爾加·夫爾古魯休下了99小時的妖魔戰棋。
使用格鬥術「布雷格利德血鬥術」。
使用過的招式：
11式——旋回式連突。
02式——散彈式連突。
13式——貪婪之指。
32式——電速刺尖擊。
39式——血楔防壁陣。
111式——十字型殲滅槍。
117式——絕對不破血十字盾（動畫中改為74式）。
999式——久遠棺封縛獄。能封印血界眷屬，但要知道那個血界眷屬的完整名字才能成功封印。
札布·雷夫洛（Zapp Renfro）
聲：中井和哉／細谷佳正
秘密結社萊布拉成員之一。常會試圖擊殺克勞斯，但兩三下就被打成重傷。
平時被周圍的人視作愛製造麻煩的笨蛋，也愛招惹異性，沒在工作時常在床上和女性廝混，但戰鬥技巧一致被認為是天才。對師傅有強烈的憎恨和恐懼，與師弟傑特之間的關係也十分惡劣，同時常在雷歐面前擺出前輩的架子，常戲稱雷歐是陰毛。
雖然與雷歐和師弟傑特之間關係惡劣，但私底下三人常一起行動，札布有時也會以自己的方式來關心雷歐，個性上帶點刀子口豆腐心的特質。
鬥流血法·火神的繼承者。主要使用將血液變成刀刃狀的劍術。
使用過的招式：
刃身之壹——焰丸。
大蛇薙。
火神·七獄。
火神·刃身之貳·空斬絲——赫棺縛。
刃身之四——紅蓮骨喰。
刃身之六——紅天突。
合體技:七獄·天羽風箱
珍·皇（Chain Sumeragi）
聲：小林優／吉田聖子
秘密結社萊布拉成員之一。真正身份是不可視的人狼，在秘密結社負責諜報、搜索以及追蹤。也是情報機構「人狼局」的情報人員。
黑髮的巨乳美女，但性格相當辛辣和毒舌，更會對札布擺出明顯惡意的臭臉，但對在工作外也常遇到事故的雷歐，會擺出明顯無視的態度。常以踩著札布的身體出現在結社眾人面前。似乎對史帝夫有好感。
工作以外的生活裡離不開酒。射擊能力非常糟糕。
平時不會參與戰鬥，但必要時能夠靠人狼的優勢操弄敵人的內臟
能力是稀釋自我的存在，任何的光學裝置、壓力感測裝置、溫度感應皆無法偵測，達到臨界值甚至能直接「隱形」。
但過度使用存在會直接「消失」，包含狼人一切存在過的痕跡皆會被抹煞。
使用過的招式：
病症·心臟發作
史帝夫·A·斯塔費茲（Steven A Starphase）
聲：宮本充／濱田賢二
秘密結社萊布拉成員之一，特徵是刀疤，被珍設定了「讓他拜訪珍的房子」作為過度使用能力而失去存在後歸還的條件。家境不錯。
平時個性很穩重溫和，但如果熬夜工作，其成員包括常惹事生非的札布通常都不會去招惹他。
使用高速踢技·艾絲梅拉達式血凍道格鬥術。
使用過的招式：
絕對零度之劍。
絕對零度的刺針。
絕對零度的地平。
絕對零度之盾。
絕對零度之風。
吉貝爾特·F·亞托修達因（Gilbert F Altstein）
聲：銀河萬丈／ふくまつ進紗
伺候克勞斯的老管家，全身包滿繃帶。
面對致命傷，有自我再生的能力，但對閃到腰等的小傷沒輒。
使用過的招式（車）：
威塞拉重工廠製造——離子光刀。
貝塞斯達重軍火工廠製造50口徑死亡加利砲。
K·K
聲：折笠愛
秘密結社萊布拉成員之一。金髮，右眼載着眼罩，有180厘米身高和非常苗條的身材。
個性開朗，但有著連警官也無法否定的狙擊手能力。已婚。家裡有老公與兩個小孩。
常親暱稱呼雷歐等人為小雷歐、小札布等，可是對史蒂夫沒有好臉色。
常因工作性質的關係沒辦法參與孩子們的成長而感到煩惱。
使用帶有電擊的重火器954血彈格鬥術。
使用過的招式：
Electrigger1.25GW。
STARFINGVOLT 2000。
多古·血槌 和 戴爾多洛·布羅迪（Doug Hammer & Deldro Brody）
服役超過1000年的兇惡罪犯。收於「潘朵拉」最底層。
多古·血槌（Doug Hammer）
聲：宮野真守
短髮的黝黑皮膚青年，有著周圍的人無法否定的帥氣臉龐。穿著以戴爾多洛形成的全身巨大化的血殖裝甲，平時個性溫和，但有時會作出連戴爾多洛都無法置信的事。
戴爾多洛·布羅迪（Deldro Brody）
聲：藤原啟治
偏執王亞莉基菈的前情人，除了長相外，其他被偏執王視為理想情人，被製成血一般的存在。拿多古沒輒，被K·K定位功用只有保護多古的臉。
使用過的招式：
血槌之槌擊。
普通拳頭·改。
航空機B2B。
捕捉&釋放。1.1噸的強化外骨架。
我的百裂拳。
傑特·歐普賴伊（Zed O'Brien）
聲：綠川光
札布的師弟，鬥流血法·風神的傳人。半魚人。
個性溫和而有禮貌嚴謹，但面對札布時會變得沒有耐性，曾對著札布說出『無法對不值得尊敬的人有禮貌』的話，兩人關係勢同水火般不合，與雷歐之間的關係則相對不錯。
過去記憶可得知他是血界眷屬貴族開發出的的合成物，因此既不是異界人、亦不是顯界人，血界眷屬被誅殺後由血鬥神收為弟子。
使用鬥流時會將血液化為三叉戟
會吃海鮮但不敢吃生魚片。頸部有魚鰓，在陸地上需要靠呼吸器。
由於在陸地上使用的呼吸器價格不斐而有自行兼差的想法出現。
使用過的招式：
風神·刃身之伍——突龍槍。
空斬絲。
風神·天羽風箱。
風神·編風
合體技:七獄·天羽風箱
鬥流血法應用·反向泡缽
索尼克（Sonic）
聲：內田雄馬
擁有猿猴相貌的異界動物：音速猿(Sonic Speed Monkey)。速度極快，人類眼睛難以捕捉到。於第一話出場時搶走雷歐的相機。
因為骨骼很脆弱，所以不能受傷。
帕多利克（Patrick）
聲：石塚運昇
被稱為「武器庫（兵工廠）」的巨漢。個性膽小，但販賣各式危險的武器。
妮加（Neyka）
聲：上田麗奈
帕多里克的助手。擅長修理各種武器。馬尾。喜歡吃東西。

#### 萊布拉的協力者和組織
布利茲·T·艾布拉姆
聲：大塚明夫
通稱「超級好運的艾布拉姆」。世界首屈一指的吸血鬼對策專家。講話相當直接。
相當於克勞斯的師傅。與雷歐一樣，不具備戰鬥力，但運氣相當強大，連超強力的血界眷屬詛咒都無法傷害（但是咒術依然會發動，並落到周遭人頭上）。
菲利浦·雷諾爾
聲：小野大輔
隸屬萊因赫茲家特殊管家部。吉貝爾特受傷時，萊因赫茲家總管家凱斯林·貝茲做主派遣過去輔佐。
精力充沛，嗓門奇大，對自己的能力很有信心。史蒂夫很驚訝克勞斯喝下菲利浦泡的茶。
裸獸汁外衛賤嚴
聲：柴田秀勝
「血鬥神」，鬥流血法火神與風神的創始者，札布與傑特的師父。
身體有許多部位用血替代，說出來的話需要有專人（札布）翻譯，但說話口氣相當傲慢。
使用過的招式：
火神·刃身百壹焰丸——三口·穿牙·七獄五劫。
風神·刃身之貳——空斬絲·龍捲風·天羽風箱。
達尼艾爾·洛
聲：內田夕夜
長長劉海遮蓋一隻眼睛的警察。
盧西亞娜·艾斯特维兹
聲：坂本真綾
布萊伯利綜合醫院的女醫生。能分裂成無數的人，過去曾是一名普通醫師，後來在「赫爾沙雷姆茲·羅特」構成事件中身受重傷，被路過的異界醫生所救同時獲得分裂的能力。
使用過的招式：
幻界執刀。

#### 人狼局
艾美莉娜
聲：湯屋敦子

傑丽特
聲：渡部紗弓

奥莉佳
聲：伊田菜津

聲：山本希望

戴里米特
聲：楠大典
次長。

聲：魚建
局長。

### 13王超常人
菲姆特（Femt）
聲：石田彰
號稱「墮落王」。平時會以「太無聊了」為由而把赫爾沙雷姆茲·羅特搞得天翻地覆，性格隨性，討厭「普通」
初登場時為長直髮，之後再度登場時則改成中短髮
本身是美食家，曾在OAD國王餐廳的國王篇和雷歐一同合作對付在餐廳鬧事的客人
亞莉基菈
聲：興梠里美
號稱「偏執王」。哥德式裝扮的蒙眼美女。
傑奧多拉
號稱「過敏王」。他的發狂的吼聲會讓赫爾沙雷姆茲·羅特受到如潮水般的聲音與光波的振動。
在動畫中以背景的方式出場。

### 血界眷屬
瓦爾克爾·洛佐·瓦爾克特渥艾爾·吉麗佳
聲：能登麻美子
將托尼歐眷屬化的長老級血界眷屬。能輕鬆擊敗 K·K 和史蒂夫，受藉由雷歐的神之義眼得知其全名的克勞斯奇襲而被封印。
托尼歐·安多雷提
聲：置鮎龍太郎

奧斯馬魯托
聲：立木文彦

艾魯魯艾魯·魯凱多·迪艾多卡亞·即·姆魯姆哈瓦特
以下半身斷裂之軀與「牙狩」精銳部隊連續纏鬥數十個鐘頭。
蕯梅德爾·鲁鲁·吉亞茲·那則穆蕯得利卡
聲：鈴村健一
血界眷屬，於三年前大崩壊發生時帶著一隻外表像狗但實為肉食性植物的寵物（聲：保村真）出現在布萊伯利綜合醫院，並以醫院內的患者作為餵飼其寵物的飼料。其後與克勞斯及史帝夫交戰，最後因「赫爾沙雷姆茲·羅特」構成而暫時消失。
三年後，因綜合醫院再度出現，其寵物再度出現並襲擊患者，但被盧西亞娜擊敗。其後出現並再度與克勞斯及史帝夫交戰，但因其真名被雷歐的神之義眼看破，最終遭克勞斯封印。

### LHOS
術士協會。全名League of High Order Spirituals。
小白
聲：釘宮理惠
電視動畫版原創角色。動畫第一季的主線女主角。本名瑪麗·麥克白，雖然自稱是幽靈但其實是真真實實的活人。似乎因為患有心疾而不得不長期住院。大崩落時死亡，父母用能力把小白心臟設置結界頂替心臟的作用令其存活。而因為整個城市結界的核心就是小白的心臟處的結界，所以11話結尾小黑（絕望王控制）為了破壞整個城市的結界使用手槍對其心臟部位開槍。最後化為蝴蝶消失。
小黑
聲：釘宮理惠
電視動畫版原創角色。本名威廉·麥克白。小白/瑪麗·麥克白（White）的雙胞胎哥哥，金髮碧眼，時常露出溫柔的笑容。與雷歐在地鐵中遇到的少年相似，動畫第8話證實確實是他，只不過當時是被絕望王控制著身體，動畫第7話證明為“絕望王”。很在意妹妹，似乎擁有著令物體的時間暫停的能力。動畫12話由自己力量戰勝，奪回身體主導權，不過之前被絕望王用得太多能量，所以沒有太多能量把小白修復並固定，小黑就借小白身體內的能量重新建立結界。
事件告一段落後不時和雷歐聯繫，兩人之間也建立起友誼，於第二季最後一集回到赫爾沙雷姆茲·羅特並在薇薇安父親的餐館工作。
本傑明·麥克白
聲：木内秀信
威廉·麥克白及瑪麗·麥克白的父親。
埃瑪·麥克白
聲：尤加奈
威廉·麥克白及瑪麗·麥克白的母親。
長老
聲：澤木郁也
安潔莉卡
聲：北川里奈

### 其他
米修菈（Michella Watch）
聲：水樹奈奈
雷歐的妹妹。需要使用輪椅。
自願犧牲雙眼，為雷歐換取神之義眼。
托比‧馬克拉克蘭
聲：川島得愛
米修菈的未婚夫。
於〈妖眼幻視行〉篇中登場被另一名神之義眼持有者：迦米莫茲博士操控
迦米莫茲博士
聲：関俊彦
於〝妖眼幻視行〞篇中登場，另一名神之義眼持有者，據說持有的義眼有150年的歷史。

里加·艾尔·梅努休特
聲：半田裕典（第1期）→各务立基（第2期）
雷欧兄妹前现身，夺走妹妹视力，给雷欧神之义眼的异界人。
亞馬古拉納夫·羅佐塔姆·烏普·里·那吉
聲：大谷育江
愛吃漢堡的香菇人。
當遭到連續毆打而忍耐至極限或是受到重大刺激時，原本白色的頭部會轉變成紅黑色，並且噴發出紅色的孢子迷霧，會使迷霧籠罩範圍內的所有生物（包含那吉自身）喪失某段時間的記憶，失去的記憶份量似乎會因人而異。
據稱其母親與自己都沒有對彼此的記憶，推測可能是受到孢子迷霧的影響。
薇薇安
聲：澤城美雪
在赫爾沙雷姆茲·羅特經營餐廳的工作，父親是餐廳老闆。

聲：三上哲
頓·阿魯爾艾爾·艾魯加·夫爾古魯修
聲：飯塚昭三
異界中數一數二的頭領人，據說影響力大到足以被稱為神。喜愛「妖魔戰棋」，據說鑽研了妖魔戰棋一千兩百年，棋技高深莫測。
亞里斯·涅巴赫瓦茲
聲：泽海阳子
潘朵拉收容所典獄長。
贝尔贝特·WS·莱因凯玛
聲：林真里花
前属人狼局的人狼，为钱出卖和猎杀人狼，背叛人狼局负伤后无法完全施展能力。整形並与过敏王傑奥多拉交易得新能力后再度潜入赫市内，协助猎杀人狼，但最后仍败死在珍的脚下。

## 用語解說
赫爾沙雷姆茲・羅特（Hellsalem's Lot）
原「紐約」，被認為是異世與現世的交匯點。三年前，異世界的大門開啟、紐約崩毀、城市架構完成、爆發大戰並結束、設下結界，全部在一夜之間完成。從那天起，全世界就陷入一股混亂，直至現今無法擺脫。
萊布拉（Libra）
為了維護異世界與現實世界的均衡而產生的「秘密結社」。
血界眷屬
來自異世界，類似吸血鬼的存在
生活上多了許多禁忌，但確實是「不死」的存在，即便打爛心臟、焚燒身體，依然能夠完好復活的生物
神之義眼
擁有義眼的人類能看到一切事物，從遠方視角到光學無法探測的影像都能捕捉，也能夠透視過去到未來。
代價是兩人之一會失去「視覺」，另一人則得到「義眼」。
不可視狼人、光學儀器內的血界眷屬皆能捕捉。
妖魔戰棋
融合西洋棋和將棋再創造出來的鬥棋遊戲。其難度會隨時間上升，整體函數會隨之變的複雜，到達人類智商無法駕馭的地步。
天使鎧甲
超高度術式合成的能暫時性改造人體的一種新藥，有增加敏銳知覺和增加體力恢復力的功能。
潘朵拉
超異常犯罪者保護拘留設施。座落於高速公路旁的黑色鏡面方尖塔，收容囚犯人數四千萬。
PSI（PSI）
指作品中的超能力或超能力者
無法用科學合理解釋的超越自然的力量
符牒
人狼們寫下自己非存在不可理由的物品，最重要的保命符。當人狼過度使用「存在稀釋」能力、導致其存在從世界因果律中抹消前，達成「符牒」的條件讓人狼能重新「存在」世上。

## 出版書籍

### 單行本
| 集數                 | 日文標題 | 中文標題              | 集英社        | 集英社                                        | 長鴻出版社     | 長鴻出版社             |          |          |
| 集數                 | 日文標題 | 中文標題              | 發售日期      | ISBN                                          | 發售日期       | EAN / ISBN             |          |          |
| 血界戰線             | 血界戰線 | 血界戰線              | 血界戰線      | 血界戰線                                      | 血界戰線       | 血界戰線               | 血界戰線 | 血界戰線 |
| -------------------- | -------- | --------------------- | ------------- | --------------------------------------------- | -------------- | ---------------------- | -------- | -------- |
| 1                    |          | 魔封街結社            | 2010年1月9日  | ISBN 978-4-08-874723-1                        | 2011年9月28日  | EAN 471-681-419390-1   |          |          |
| 2                    |          | 世界與世界的遊戲      | 2010年11月9日 | ISBN 978-4-08-870109-7                        | 2011年10月5日  | EAN 471-681-419391-8   |          |          |
| 3                    |          | 震擊之血槌            | 2011年5月7日  | ISBN 978-4-08-870228-5                        | 2012年2月14日  | EAN 471-681-419697-1   |          |          |
| 4                    |          | 拳客的伊甸園          | 2011年12月7日 | ISBN 978-4-08-870339-8                        | 2012年6月12日  | EAN 471-681-419881-4   |          |          |
| 5                    |          | Z最長的一天           | 2012年6月9日  | ISBN 978-4-08-870435-7                        | 2014年3月1日   | EAN 471-540-986244-4   |          |          |
| 6                    |          | 人狼大作戰            | 2012年12月9日 | ISBN 978-4-08-870558-3                        | 2014年4月8日   | EAN 471-540-986418-9   |          |          |
| 7                    |          | 超微決死圈            | 2013年6月9日  | ISBN 978-4-08-870868-3                        | 2014年10月22日 | EAN 471-540-986682-4   |          |          |
| 8                    |          | 幻界醫院萊傑茲        | 2013年12月9日 | ISBN 978-4-08-870869-0                        | 2015年4月21日  | EAN 471-540-986829-3   |          |          |
| 9                    |          | 鰓呼吸藍調樂章        | 2014年6月9日  | ISBN 978-4-08-880078-3                        | 2015年11月7日  | EAN 471-540-986942-9   |          |          |
| 10                   |          | 妖眼幻視行            | 2015年4月9日  | ISBN 978-4-08-880233-6                        | 2016年4月7日   | EAN 471-540-987630-4   |          |          |
| 血界戰線 Back 2 Back |          |                       |               |                                               |                |                        |          |          |
| 1                    |          | 萊茨、相機、開拍！    | 2016年1月4日  | ISBN 978-4-08-880542-9                        | 2017年6月8日   | ISBN 978-986-474-391-9 |          |          |
| 2                    |          | 全面封鎖!!            | 2016年9月2日  | ISBN 978-4-08-880783-6                        | 2019年1月9日   | ISBN 978-986-474-972-0 |          |          |
| 3                    |          | 深夜大戰              | 2017年9月4日  | ISBN 978-4-08-881174-1                        | 2020年2月5日   | ISBN 978-986-504-357-5 |          |          |
| 4                    |          | V・次元血統           | 2017年12月4日 | ISBN 978-4-08-881294-6                        | 2020年7月22日  | ISBN 978-986-504-526-5 |          |          |
| 5                    |          | My Life as a Doc      | 2018年7月4日  | ISBN 978-4-08-881517-6 ISBN 978-4-08-908316-1 | 2020年9月2日   | ISBN 978-986-504-566-1 |          |          |
| 6                    |          | Be quiet & Follow me. | 2019年3月4日  | ISBN 978-4-08-881770-5                        | 2020年12月2日  | ISBN 978-986-504-641-5 |          |          |
| 7                    |          | 災蠱拍賣篇/壹         | 2019年12月4日 | ISBN 978-4-08-882151-1                        | 2020年12月2日  | ISBN 978-986-504-642-2 |          |          |
| 8                    |          | 災蠱拍賣篇/貳         | 2020年9月4日  | ISBN 978-4-08-882501-4                        | 2021年7月27日  | ISBN 978-626-005-687-2 |          |          |
| 9                    |          | 災蠱拍賣篇/慘         | 2021年6月4日  | ISBN 978-4-08-882672-1                        | 2022年1月14日  | ISBN 978-626-006-261-3 |          |          |
| 10                   |          | 災蠱拍賣篇/屍         | 2022年8月4日  | ISBN 978-4-08-883202-9                        | 2023年3月31日  | ISBN 978-626-007-528-6 |          |          |
| 血界戦線 Beat 3 Peat |          |                       |               |                                               |                |                        |          |          |

### 小說
- 小說由秋田禎信撰寫，所屬文庫為JUMP jBOOKS。

| 標題 | 集英社        | 集英社              |
| 標題 | 發售日期      | ISBN                |
| ---- | ------------- | ------------------- |
|      | 2015年6月4日  | ISBN 978-4087033663 |
|      | 2017年10月4日 | ISBN 978-4087034318 |

## 電視動畫

### 製作人員
- 原作：内藤泰弘（集英社「JUMP COMICS SQ.19」連載）
- 監督：松本理惠（第一季）高柳滋仁（第二季）
- 劇本：古家和尚
- 角色設計：川元利浩
- 生物設計：杉浦幸次
- 道具設計：神宮司訓之
- 特效作畫監督：橋本敬史
- 美術監督：木村真二
- 色彩設計：後藤由香里
- 攝影監督：池上真崇
- 3DCG：Capsule
- 編輯：西山茂
- 音響效果：今野康之
- 音樂：岩崎太整
- 動畫製作：BONES
- 製作：血界戰線製作委員會

### 主題曲
第1季
片頭曲「Hello,world!」
填詞、作曲：藤原基央，編曲：BUMP OF CHICKEN、MOR，主唱：BUMP OF CHICKEN
第1話作片尾曲使用。
片尾曲「シュガーソングとビターステップ」
填詞、作曲：田淵智也，編曲、主唱：UNISON SQUARE GARDEN
第1話未使用。
第2季
片頭曲「fake town baby」
填詞、作曲：田淵智也，編曲、主唱：UNISON SQUARE GARDEN
片尾曲
填詞、主唱：DAOKO×岡村靖幸，作曲、編曲：岡村靖幸
插入曲
「Slice and Dice」（第1話）
填詞：Taisei Iwasaki，作曲：Yuki Kanesaka、Taisei Iwasaki，主唱：BOSE（Scha Dara Parr）
「Block Scholars」（第1話）
填詞：Aztech & Paranom，作曲：Yuki Kanesaka、Taisei Iwasaki，主唱：Hybrid Thoughts
「Eternalism」（第2話）
填詞：Taisei lwasaki／Sarah C.，主唱：OH MY GIRL
「A QUEEN OF THE NIGHT」（第3話）
填詞：Ai Ninomiya、Taisei Iwasaki，作曲：Taisei Iwasaki，主唱：Bilal
「La vie d'une femme」（第4話）
填詞：Jill Peacock、Pauline，作曲：Taisei Iwasaki，主唱：Pauline
「PEBBLE WALTS」（第5話）
作曲：Taisei Iwasaki
「EASY THINGS」（第6話）
作曲：Takuya Kuroda、Taisei Iwasaki
「GILL BREATHING BLUES」（第7話）
填詞・主唱：Ashwin Shenoy，作曲：Taisei Iwasaki
「Poupées Vaudoux」（第8話）
填詞：Magda Giannikou、Ai Ninomiya，作曲：Magda Giannikou、Taisei Iwasaki，主唱：Banda Magda
「GHADI TJI(You’ll be here)」（第9話）
填詞：OUM、Ai Ninomiya、Taisei Iwasaki，作曲：Taisei Iwasaki，主唱：OUM
「CAN YOU FEEL IT」（第10話）
填詞、主唱：Saucy Lady，作曲：Taisei Iwasaki
「RHAPSODY IN BLUE」（第11話）
作曲：George Gershwin，編曲：Yuki Kanesaka、Taisei Iwasaki
「WHITE BEYOND（白い闇の隣）」（第12話）
填詞：Yasuhiro Nightow、Taisei Iwasaki、Ai Ninomiya，作曲：Taisei Iwasaki，主唱：Sari
「TORTOISE KNIGHT」（第12話）
填詞：Ai Ninomiya、Taisei Iwasaki，作曲：Taisei Iwasaki，主唱：Ai Ninomiya

### 各話列表
| 話數                       | 日文標題                        | 中文標題                               | 劇本              | 分鏡 | 演出 | 作畫監督 | 總作畫監督        |
| 第1季《血界戰線》          | 第1季《血界戰線》               | 第1季《血界戰線》                      | 第1季《血界戰線》 | 第1季《血界戰線》 | 第1季《血界戰線》 | 第1季《血界戰線》 | 第1季《血界戰線》 |
| -------------------------- | ------------------------------- | -------------------------------------- | ----------------- | --- | --- | --- | ----------------- |
| 01                         |                                 | 魔封街結社                             | 古家和尚          | 松本理惠 | 佐藤育郎 | 水畑健二 | 川元利浩          |
| 02                         |                                 | 追逐幻之幽靈车辆                       | 古家和尚          | 松本理惠 | 上原秀明 | 堀川耕一 | 杉浦幸次          |
| 03                         |                                 | 世界與世界的遊戲                       | 古家和尚          | 平川哲生 松本理惠 | 向井雅浩 | 長谷川瞳 | 川元利浩          |
| 04                         | BLOOD LINE FEVER                | BLOOD LINE FEVER                       | 古家和尚          | 松本理惠 | 筑紫大介 | 富岡隆司 | 不適用            |
| 05                         |                                 | 震擊之血槌                             | 古家和尚          | 松本理惠 | 孫承希 | 長谷部敦志、村井孝司 長野伸明（機械）                                                                                      | 杉浦幸次          |
| 06                         | Don't forget to don't forget me | Don't forget to don't forget me        | 古家和尚          | 長崎健司 | 黑川智之 | 稻留和美 | 川元利浩          |
| 07                         |                                 | 拳客的伊甸園                           | 古家和尚          | 宮尾佳和 松本理惠 | 佐藤育郎 | 水畑健二 | 川元利浩          |
| 08                         |                                 | Z最長的一天（前篇）                    | 古家和尚          | 田村耕太郎 松本理惠 | 藤本次朗 | 堀川耕一 | 杉浦幸次          |
| 09                         |                                 | Z最長的一天（後篇）                    | 古家和尚          | 福田道生 松本理惠 | 阿部雅司 | 佐藤千春、長谷川瞳 | 川元利浩 杉浦幸次 |
| 10                         | to the end.                     | Run!Lunch!Run!!!to the end.            | 古家和尚          | 伊藤智彦 松本理惠 | 佐藤育郎 | 富岡隆司 | 不適用            |
| 10.5                       |                                 | 特别篇「即使如此亦是最爛和最棒的日子」 | 古家和尚          | 特別篇：構成、編輯：依田伸隆；VFX：10GAUGE；協力：內藤泰弘 分鏡、演出：1至11話全員，作畫監督亦然但無諸石康太，而有齊藤英子 | 特別篇：構成、編輯：依田伸隆；VFX：10GAUGE；協力：內藤泰弘 分鏡、演出：1至11話全員，作畫監督亦然但無諸石康太，而有齊藤英子 | 特別篇：構成、編輯：依田伸隆；VFX：10GAUGE；協力：內藤泰弘 分鏡、演出：1至11話全員，作畫監督亦然但無諸石康太，而有齊藤英子 | 不適用            |
| 11                         | Paint It Black                  | Paint It Black                         | 古家和尚          | 伊藤智彦 松本理惠 | 阿部雅司 | 村井孝司、長谷部敦志 森島範子、諸石康太                                                                                    | 杉浦幸次          |
| 12                         | Hello,world!                    | Hello,world!                           | 古家和尚          | 松本理惠 | 松本理惠 | 杉浦幸次、長谷部敦志 林宏一、佐藤千春 長谷川、川元利浩                                                                     | 不適用            |
| OAD                        |                                 |                                        |                   | | | |                   |
| 不適用                     |                                 | 國王餐廳的國王                         | 松本理惠 森江美咲 | 松本理惠 吉田泰三 | 松本理惠 | 川元利浩、杉浦幸次 | 不適用            |
| 第2季《血界戰線 & BEYOND》 |                                 |                                        |                   | | | |                   |
| 01                         |                                 | 燈光、攝影、開拍！                     | 加茂靖子          | 高柳滋仁 | 佐藤育郎 | 齋藤恒徳、長谷部敦志 | 川元利浩          |
| 02                         |                                 | 幻界醫院萊傑茲                         | 加茂靖子          | 高柳滋仁 | 大矢雄嗣 | 稻留和美 | 川元利浩          |
| 03                         | Day In Day Out                  | 日復一日                               | 加茂靖子          | 佐佐木美和 | 佐佐木美和 | 森島範子 | 齋藤恒德          |
| 04                         |                                 | 人狼大作戰                             | 加茂靖子          | 石平信司 | 高藤聰 | 富田惠美 | 川元利浩          |
| 05                         |                                 | 某管家的電擊作戰                       | 富田賴子          | 向井雅浩 | 向井雅浩 | 山田真也、鈴木勘太 | 齋藤恒德          |
| 06                         |                                 | 停工實行                               | 加茂靖子          | 中山奈緒美 | 蓮井隆弘 | 長谷部敦志 | 川元利浩          |
| 07                         |                                 | 鰓呼吸藍調樂章                         | 富田賴子          | 松尾衡 | 大矢雄嗣 | 藤田茂、橫屋健太 | 齋藤恒德          |
| 08                         |                                 | 超微決死圈 前篇                        | 加茂靖子          | 中村里美 | 向井雅浩 | 稻留和美、森島範子 | 川元利浩          |
| 09                         |                                 | 超微決死圈 後篇                        | 加茂靖子          | 中山奈緒美 | 中山奈緒美 | 富田惠美、山田真也 加藤美穗                                                                                                | 齋藤恒德          |
| 10                         |                                 | 機槍母親                               | 加茂靖子          | 佐佐木美和 | 佐佐木美和 | 長谷部敦志、橫屋健太 藤田茂、林祐己 佐佐木美和                                                                             | 川元利浩          |
| 11                         |                                 | 妖眼幻視行 前篇                        | 加茂靖子          | 松尾衡 | 蓮井隆弘 糸賀慎太郎 | 稻留和美、森島範子 山田真也                                                                                                | 不適用            |
| 12                         |                                 | 妖眼幻視行 後篇                        | 加茂靖子          | 高柳滋仁 | 大矢雄嗣 | 川元利浩、齋藤恒德 藤田茂                                                                                                  | 不適用            |

### 播放電視台
日本深夜動畫：下文記載的日本国内播放時間使用日本標準時間（UTC+9）表示。因為部分時間标识會採用30小时制，因此請留意这类超过24:00的时间，其實際播放時間為翌日清晨。
| 播放地區   | 播放電視台／網站 | 播放日期              | 播放時間（UTC+9）                     | 備註                                   |           |
| 第1－11話  | 第1－11話        | 第1－11話             | 第1－11話                             | 第1－11話                              | 第1－11話 |
| ---------- | ---------------- | --------------------- | ------------------------------------- | -------------------------------------- | --------- |
| 近畿廣域圈 | 每日放送         | 2015年4月5日－7月5日  | 星期日 2時28分－2時58分（星期六深夜） | 製作委員會参加／ 「Anime Shower」第2部 |           |
| 東京都     | 東京都會電視台   | 2015年4月6日－7月6日  | 星期一 0時00分－0時30分（星期日深夜） |                                        |           |
| 日本全國   | 日本BS放送       | 2015年4月6日－7月6日  | 星期一 0時30分－1時00分（星期日深夜） | BS放送／ANIME+節目                     |           |
| 日本全國   | GYAO!            | 2015年4月6日－6月29日 | 星期一 12:00 更新                     |                                        |           |
| 日本全國   | 萬代頻道         | 2015年4月7日－6月30日 | 星期二 18:00 更新                     |                                        |           |
| 日本全國   | NICONICO直播     | 2015年4月8日－7月1日  | 星期三 0時00分－0時30分               |                                        |           |
| 日本全國   | NICONICO頻道     | 2015年4月8日－7月1日  | 星期三 0:30 更新                      |                                        |           |
| 日本全國   | d Anime Store    | 2015年4月8日－7月1日  | 星期三 12:00 更新                     |                                        |           |
| 日本全國   | Animax           | 2015年9月14日－       | 星期一 22時00分－22時30分             | BS/CS放送／有字幕／有重播              |           |
| 最終話     |                  |                       |                                       |                                        |           |
| 近畿廣域圈 | 每日放送         | 2015年10月4日         | 星期日 3時58分－4時47分               | 製作委員會参加／有字幕                 |           |
| 日本全國   | GYAO!            | 2015年10月4日         | 星期日 17時30分 更新                  | 1星期免費                              |           |
| 日本全國   | NICONICO直播     | 2015年10月4日         | 星期日 21時00分－22時00分             |                                        |           |
| 日本全國   | NICONICO頻道     | 2015年10月4日         | 星期日 22時00分 更新                  | 1星期免費                              |           |
| 日本全國   | 萬代頻道         | 2015年10月6日         | 星期二 12時00分 更新                  | 1星期免費                              |           |
| 日本全國   | d Anime Store    | 2015年10月6日         | 星期二 12時00分 更新                  |                                        |           |
| 日本全國   | dTV              | 2015年10月6日         | 星期二 12時00分 更新                  |                                        |           |
| 日本全國   | 動畫放題         | 2015年10月6日         | 星期二 12時00分 更新                  |                                        |           |
| 日本全國   | U-NEXT           | 2015年10月6日         | 星期二 12時00分 更新                  |                                        |           |
| 日本全國   | 日本BS放送       | 2015年10月8日         | 星期四 2時30分－3時30分（星期三深夜） | BS放送                                 |           |
| 東京都     | 東京都會電視台   | 2015年10月11日        | 星期日 19時30分－20時25分             |                                        |           |
| 日本全國   | animepass        | 2015年10月13日        | 星期二 12時00分 更新                  |                                        |           |
| 第二季     |                  |                       |                                       |                                        |           |

## 外部連結
- （日語）漫畫官方網頁 （页面存档备份，存于）
- （日語）「血界戰線」集英社聲音漫畫站-VOMIC-
- （日語）電視動畫「血界戰線」官方網站 （页面存档备份，存于）
- （日語）電視動畫「血界戰線」的X（前Twitter）